# Nedre Vintervägstjärnen
Nedre Vintervägstjärnen är en sjö i Ljusdals kommun i Hälsingland och ingår i Ljusnans huvudavrinningsområde.